# つくばみらい市立伊奈東小学校
つくばみらい市立伊奈東小学校（つくばみらいしりつ いなひがししょうがっこう）は、茨城県つくばみらい市板橋に所在する市立小学校。

## 沿革

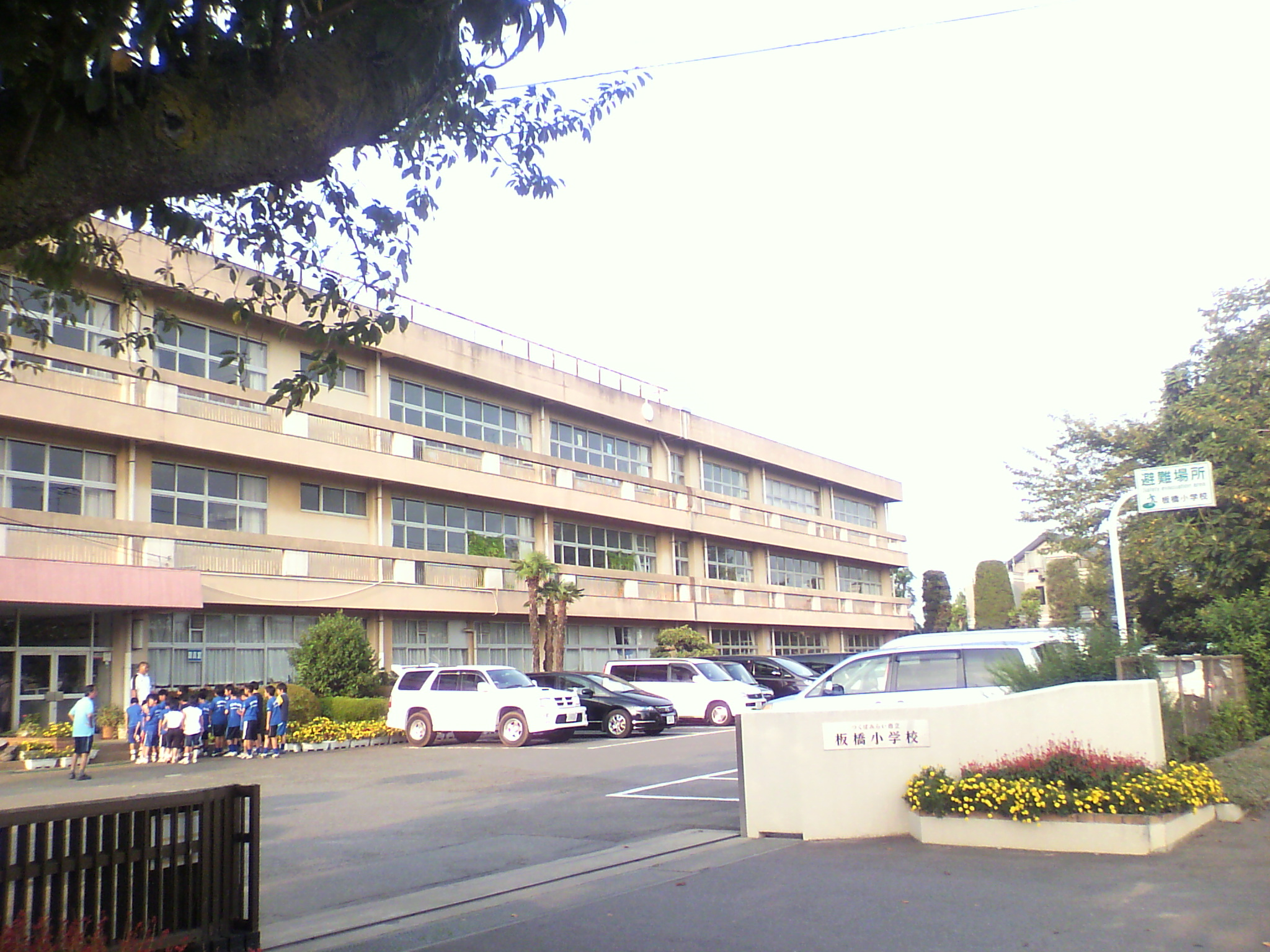
板橋小学校（2010年当時）

- 1889年 - 小張尋常小学校（現在の小張小学校）より分離、板橋村立板橋尋常小学校開校。
- 1929年 - 狸穴尋常小学校を合併。
- 1941年 - 板橋村立板橋国民学校に改称。
- 1947年 - 板橋村立板橋小学校に改称。
- 1955年 - 合併により、伊奈村立板橋小学校に改称。
- 1964年 - 鉄筋2階建て新校舎竣工（現2号館）。
- 1968年 - プール竣工。
- 1974年 - 鉄筋3階建て新校舎完成（現3号館）。
- 1979年 - 鉄筋3階建て新校舎完成（現1号館）。
- 1985年 - 町制施行により、伊奈町立板橋小学校に改称。
- 2000年 - コンピュータ室完成。
- 2006年 - 合併により、つくばみらい市立板橋小学校に改称。
- 2020年 - 東小学校と統合し、つくばみらい市立伊奈東小学校として開校。

## 教育目標
「共に、豊に、たくましく生きる力の育成」－社会性・人間性・知性・体力・気力・忍耐力の育成－

## 学区
つくばみらい市のうち、板橋、伊奈東、高岡、大和田、南太田、狸穴（まみあな）、野堀、武兵衛新田、重右衛門新田、小張の一部、足高、東栗山、城中、神生、神住新田（一部）、伊丹（一部）が学区となっている。
当小学校を卒業し、市立中学校に進学する場合は進学先は、伊奈東中学校となる。

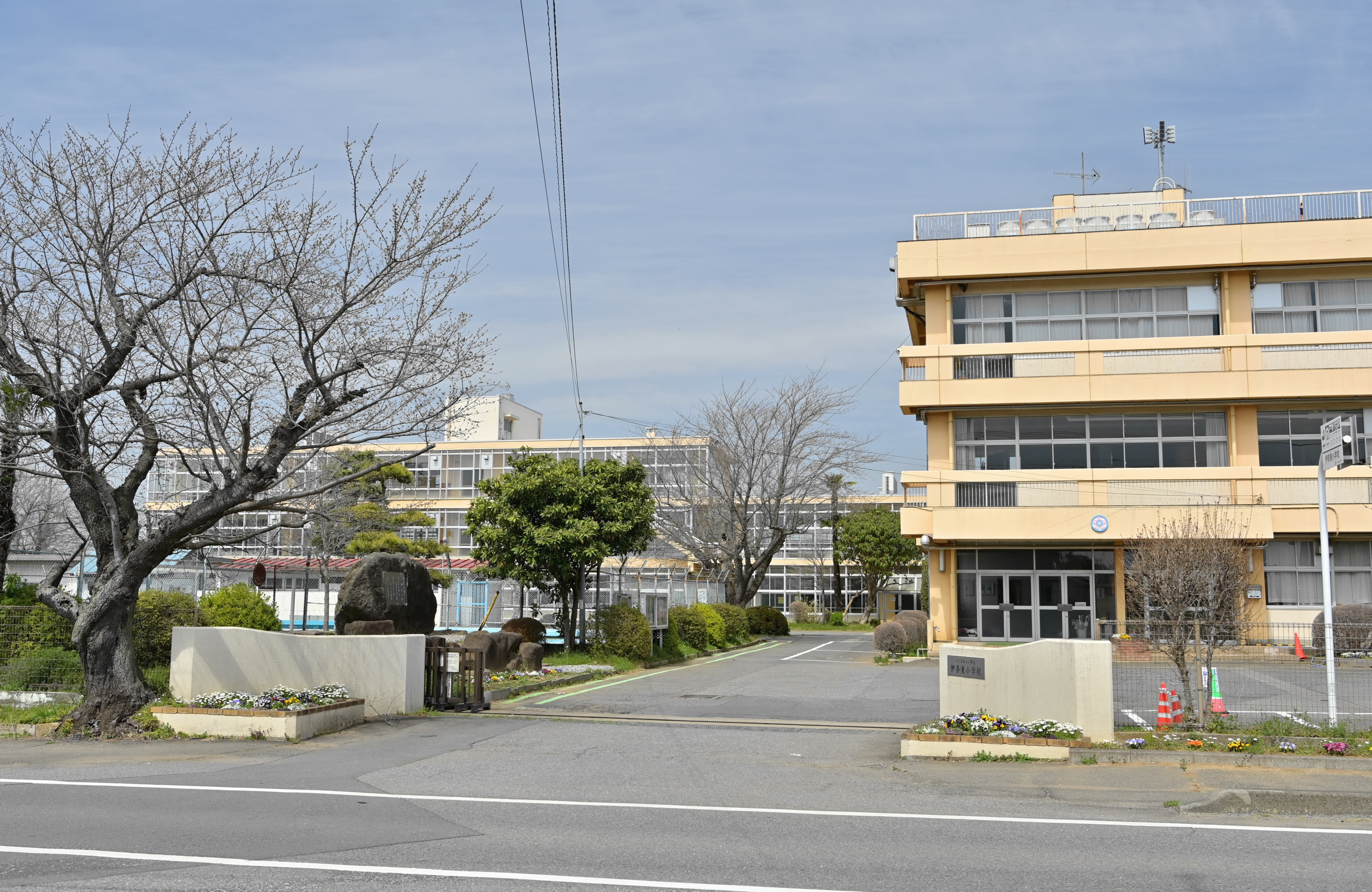
各校舎：1号館（右3階建て）、2号館（中奥2階建て）、3号館（左奥3階建て）

## 交通
- JR常磐線取手駅より
  - 路線バス、｢板橋小学校｣下車前。
- 首都圏新都市鉄道つくばエクスプレスみらい平駅より
  - つくばみらい市コミュニティバス｢みらい号｣東・南ルート｢板橋小学校前｣下車前。
  - 徒歩30分